# Азизов, Абдукаюм
Абдукаюм Ази́зов (тадж. Абдуқаюм Азизов; 1902 год, кишлак Курганча, Кокандский уезд, Ферганская область, Туркестанский край — 1962 год, Работ, Пенджикентский район, Ленинабадская область, Таджикская ССР) — звеньевой садовиноградарского совхоза № 2 «Шахринау» Министерства промышленности продовольственных товаров СССР, Гиссарский район Таджикской ССР. Герой Социалистического Труда (1953).

## Биография
Родился в 1902 году в крестьянской семье в кишлаке Курганча Кокандского уезда. С 14-летнего возраста занимался батрачеством. С 1922 года — рабочий на железнодорожной станции Мельниково (сегодня — Канибадам) Среднеазиатской железной дороги. С 1930 года трудился рабочим в садовиноградном совхозе «Шахринау» Гиссарского района. В 1936 году назначен звеньевым виноградарей в этом же совхозе.
С 1941 года участвовал в Великой Отечественной войне. В 1944 году демобилизовался по состоянию здоровья и возвратился в Гиссарский район, где продолжил работать звеньевым в совхозе «Шахринау». Занимался селекцией винограда, в результате чего значительно повысился урожай винограда. По трудовым итогам Четвёртой пятилетки (1946—1950) был награждён Орденом Ленина.
В 1952 году звено Абдукаюма Азизова собрало в среднем по 308,4 центнпра винограда на участке площадью 9,8 гектаров. высокий урожай хлопка-сырца. Указом Президиума Верховного Совета СССР от 3 марта 1953 года «за получение в 1952 году высокого урожая винограда» удостоен звания Героя Социалистического Труда с вручением ордена Ленина и золотой медали «Серп и Молот».
С 1953 года — бригадир виноградарской бригады в совхозе «Шахринау» Гиссарского района и с 1959 года — бригадир виноградарской бригады в совхозе «Работ» Канибадамского района.
Участвовал во Всесоюзной выставке ВДНХ.
Проживал в посёлке Работ Пенджикентского района. Трудился в совхозе «Работ» до своей кончины в 1962 году.
Награды
- Герой Социалистического Труда
- Орден Ленина — дважды (05.07.1951; 1953)
- Орден Трудового Красного Знамени
- Орден «Знак Почёта»
- Золотая медаль имени И. В. Мичурина
- Почётная грамота Президиума Верховного Совета Таджикской ССР